# Elvira Pujol
Elvira Pujol, Satanela, (Barcelona, finals segle xix), va ser una ballarina de dansa espanyola.
La Satanela va actuar en teatres d' Europa i Amèrica durant el primer quart de segle xx.
Les cròniques de l'època destaquen d'Elvira Pujol, Satanela, el seu ball gràcil i estilitzat, un vestuari ric i acurat i un repertori extens i selecte del qual en destacaven les dances andaluses. Una de las peces d'aquest repertori era Córdoba, de Isaac Albéniz.

## Trajectoria professional
Satanela va ballar en diversos teatres europeus com Sant Petersburg, Viena o Berlín, abans de 1915.
De 1915 a 1917 va ser de gira a Amèrica on va obtenir un gran èxit de públic i crítica.
El mes de març de 1915 va fer el seu debut a Amèrica en el teatre Casino de Buenos Aires.
El desembre de 1916 va coincidir a l'escenari del teatre Esmeralda de Buenos Aires, amb el debut del dúo format per Carlos Gardel i José Razzano.
El mes de gener de 1918 va tornar a Barcelona després de la gira americana. Les cròniques de l'època esmenten diverses actuacions d'Elvira Pujol, Satanela, en diferents teatres espanyols fins a mitjans de 1918.
La darrera cita a la premsa a les hemerotecas digitalitzades és de 1922.
El músic i escriptor argentí Osvaldo Sosa Cordero, diu d'Elvira Pujol, Satanela, que va ser de les predilectes del públic «porteño» i que després d'actuar a les millors sales de Buenos Aires, es va retirar per decisió pròpia i irrevocable.